# Bread
A Bread egy amerikai soft rock együttes volt, amelyet 1968-ban alapítottak meg Los Angelesben. Az együttes alapító tagjai David Gates (ének, basszusgitár, gitár, billentyűs hangszerek, hegedű, brácsa, ütőhangszerek), Jimmy Griffin (ének, gitár, billentyűs hangszerek, ütőhangszerek) és Robb Royer (basszusgitár, gitár, fuvola, billentyűs hangszerek, ütőhangszerek, háttérvokál). Az együttesnek 1970 és 1977 között 13 dala szerepelt a Billboard slágerlista Top 10-ében, amivel az évtized legsikeresebb zenekarai közé tartoznak.

## Tagok
- David Gates – ének, basszusgitár, gitár, billentyűs hangszerek, hegedű, brácsa, ütőhangszerek (1968–73, 1976–78, 1996–97)
- Jimmy Griffin – ének, gitár, billentyűs hangszerek (1968–73, 1976–77, 1996–97; 2005-ben elhunyt)
- Robb Royer – basszusgitár, gitár, fuvola, billentyűs hangszerek, ütőhangszerek, háttérvokál (1968–71)
- Mike Botts – dob, ütőhangszerek (1969–73, 1976–78, 1996–97; 2005-ben elhunyt)
- Larry Knechtel – billentyűs hangszerek, basszusgitár, gitár, szájharmonika (1971–73, 1976–78, 1996–97; 2009-ben elhunyt)

## Diszkográfia

### Stúdióalbumok
| Év   | Cím                    | Listás helyezések | Listás helyezések | Listás helyezések | Listás helyezések           | Kiadó   |
| Év   | Cím                    | US                | AUS               | UK                | Minősítések                 | Kiadó   |
| ---- | ---------------------- | ----------------- | ----------------- | ----------------- | --------------------------- | ------- |
| 1969 | Bread                  | 127               | –                 | –                 | - ARIA: 2x Platina          | Elektra |
| 1970 | On the Waters          | 12                | 35                | 34                | - RIAA: Arany               | Elektra |
| 1971 | Manna                  | 21                | 35                | –                 | - RIAA: Arany               | Elektra |
| 1972 | Baby I'm-a Want You    | 3                 | 23                | 9                 | - RIAA: Arany               | Elektra |
| 1972 | Guitar Man             | 18                | 22                | –                 | - RIAA: Arany               | Elektra |
| 1977 | Lost Without Your Love | 26                | 22                | 17                | - RIAA: Arany - ARIA: Arany | Elektra |

### Válogatásalbumok
- BREAD Super Deluxe (1972)
- Best Of Bread (1973)
- Best Of Bread II (1974)
- Anthology (1985）
- Retrospective (1996)
- The Definitive Collection (2006)
- Works (2007）
- The Elektra Years:the Complet (2017）

### Kislemezek
| Év   | Cím                      | Listás helyezések | Listás helyezések | Listás helyezések | Listás helyezések | Listás helyezések | Minősítések |
| Év   | Cím                      | US                | US AC             | UK                | AUS               | CAN               | Minősítések |
| ---- | ------------------------ | ----------------- | ----------------- | ----------------- | ----------------- | ----------------- | ----------- |
| 1969 | "Dismal Day"             | –                 | –                 | –                 | –                 | –                 |             |
| 1969 | "Could I"                | –                 | –                 | –                 | –                 | –                 |             |
| 1969 | "Move Over"              | –                 | –                 | –                 | –                 | –                 |             |
| 1970 | "Make It with You"       | 1                 | 4                 | 5                 | 7                 | 2                 | - US: Arany |
| 1970 | "It Don't Matter to Me"  | 10                | 2                 | –                 | 29                | 6                 |             |
| 1971 | "Let Your Love Go"       | 28                | –                 | –                 | 34                | –                 |             |
| 1971 | "If"                     | 4                 | 1                 | –                 | 41                | 6                 |             |
| 1971 | "Mother Freedom"         | 37                | –                 | –                 | –                 | –                 |             |
| 1971 | "Baby I'm-a Want You"    | 3                 | 1                 | 14                | 8                 | 5                 | - US: Arany |
| 1972 | "Everything I Own"       | 5                 | 3                 | 32                | 12                | 5                 |             |
| 1972 | "Diary"                  | 15                | 3                 | –                 | 26                | 12                |             |
| 1972 | "The Guitar Man"         | 11                | 1                 | 16                | 22                | 6                 |             |
| 1972 | "Sweet Surrender"        | 15                | 1                 | 53                | 67                | 4                 |             |
| 1973 | "Aubrey"                 | 15                | 4                 | –                 | –                 | 41                |             |
| 1976 | "Lost Without Your Love" | 9                 | 3                 | 27                | 19                | 8                 |             |
| 1977 | "Hooked on You"          | 60                | 2                 | –                 | –                 | 48                |             |